# 西城张兴邦旧居
西城张兴邦旧居，位于中国山西省晋中市平遥县平遥古城石头坡23、25号。
1994年12月28日，西城张兴邦旧居公布为平遥县文物保护单位。